# Una hiercheuse
Il dipinto Una hiercheuse  (con significato: una operaia addetta ai carrelli della miniera) è opera del pittore Constantin Meunier.

## Storia e descrizione
Figura femminile, simbolo di dolore di dramma e di miseria, la hiercheuse era la donna addetta a spingere i carrelli pieni di carbone, nelle gallerie sotterranee delle miniere, nella regione di Borinage, in Belgio. Erano ragazze giovani, sicuramente forti e coraggiose. Vestivano panni maschili: pantaloni di tela fin sotto al ginocchio e camicie con le maniche rimboccate. Lavoravano senza guanti, senza copricapo e con zoccoli di legno: a testa scoperta, a mani nude e a piedi nudi. Questa, ritratta da Constantin Meunier, tiene in mano una grossa pala dal lungo manico, ma conserva un portamento di dignità, quasi di grazia. Di quest'opera esiste anche un acquarello colorato preparatorio, siglato C M.
In Belgio, un Paese che si mostrò sempre in ritardo - rispetto a gran parte dell'Europa - per la legislazione sociale, dal 1889 fu vietato il lavoro nelle miniere alle donne minori di 21 anni. Il divieto totale scattò nel 1892. Fu calcolato che nel 1868 le donne che lavoravano nelle miniere erano quasi 9.000, di cui circa 3.700 si calavano in fondo ai pozzi. Nel 1891, nella provincia dell'Hainaut restavano 537 hiercheuses e nel 1900 erano solamente 164. Nel 1905 c'era ancora una donna, impiegata in questo faticoso ed ingrato lavoro. Gli scioperi violenti del 1886, l'affermazione dei socialisti nel 1894, l'enciclica Rerum Novarum di papa Leone XIII, del 1891, sostenuta e diffusa dal gruppo politico cristiano-sociale e, non ultima, l'opera pittorica di Constantin Meunier sul lavoro in fabbrica e in miniera, presentata in mostre dal 1884 e apprezzata dalla critica, contribuirono a sanare questa profonda ingiustizia sociale.

### Esposizioni
- 1970-1971, Constantin Meunier, Bochum, (n. 45)
- 1971, Constantin Meunier, Berlino[3]
- 1975, Constantin Meunier, Mosca, Odessa, Karlow, (n. 26)
- 1980, Art et société en Belgique: 1848-1914, Charleroi[4]
- 1985, Constantin Meunier (1831-1905), Praga (n. 34)
- 1991-1992, Il lavoro dell'uomo da Goya a Kandinskij, Braccio di Carlo Magno, Città del Vaticano[5]

## Galleria d'immagini

Minatori e hiércheuses
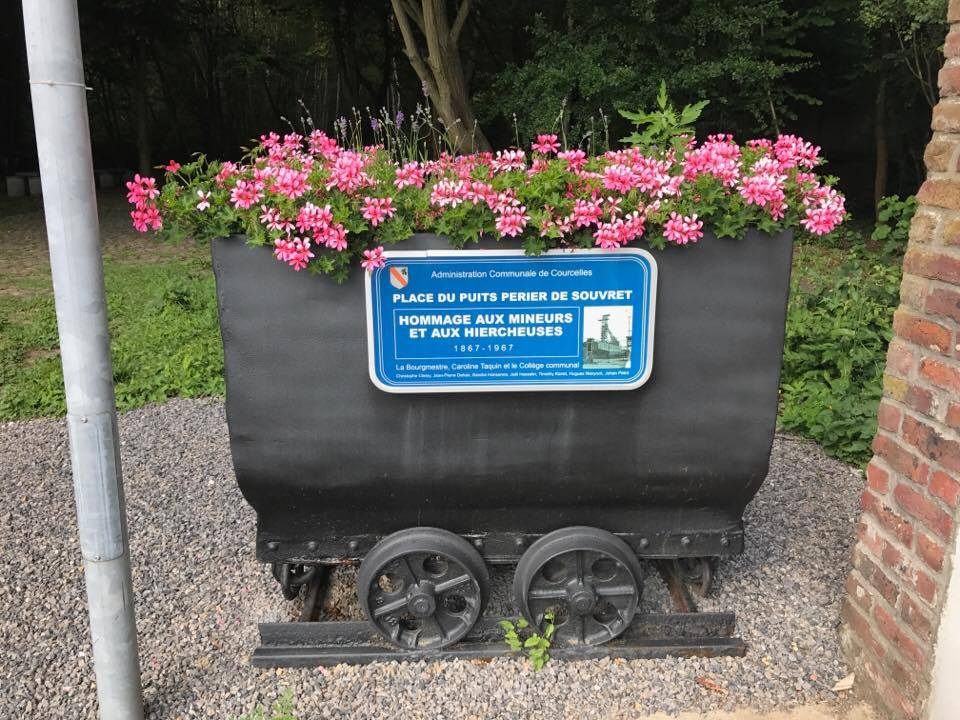
Omaggio ai minatori e alle hiércheuses - Pozzo Périer
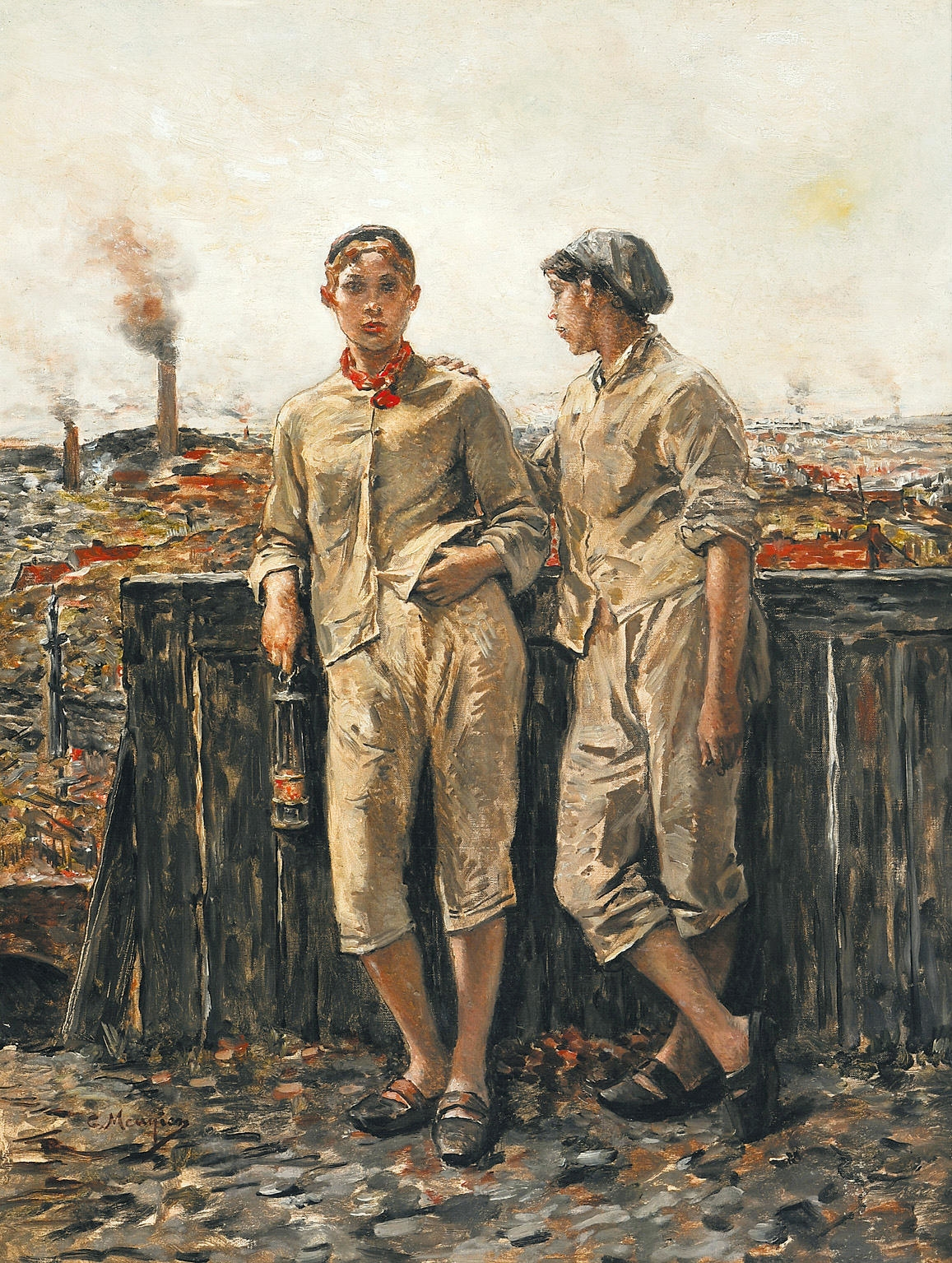
Constantin Meunier, Les hiercheuses, dipinto